# راهبه مونتزا
خواهر ویرجینیا ماریا (زاده شده با نام ماریانا د لیوا یه مارینو؛ ۴ دسامبر ۱۵۷۵–۱۷ ژانویه ۱۶۵۰) یک راهبه ایتالیایی بود.
او دو فرزند به دنیا آورد که پدرشان یک اشراف زادهٔ محلی بود و برای سرپوش گذاشتن بر این ماجرا به کشتن راهبه ای دیگری دست زد. این اتفاق در آغاز قرن هفدهم در مونتزا، در شمال ایتالیا رخ داد. به دنبال این رسوایی او به‌طور گسترده‌ای به راهبهٔ مونتزا مشهور شد. زندگی او الهام بخش یکی از شخصیتهای رمان نامزد اثر آلساندرو مانزونی بود که چندین بار نیز به نمایش درآمده و به تصویر کشیده شده‌است.

## اوایل زندگی
ماریانا د لیوا یه مارینو در ۴ دسامبر ۱۵۷۵ در میلان ایتالیا متولد شد. وی دختر مارتنو د لیوا و ویرجینیا ماریا مارینو، بیوهٔ ارکول پیو کنت ساسوئولو و نوه بزرگ آنتونیو دو لیوا بود. ویرجینیا دختر و وارث مستقیم یکی از ثروتمندترین مردان میلان، بانکدار توماسو مارینو بود.

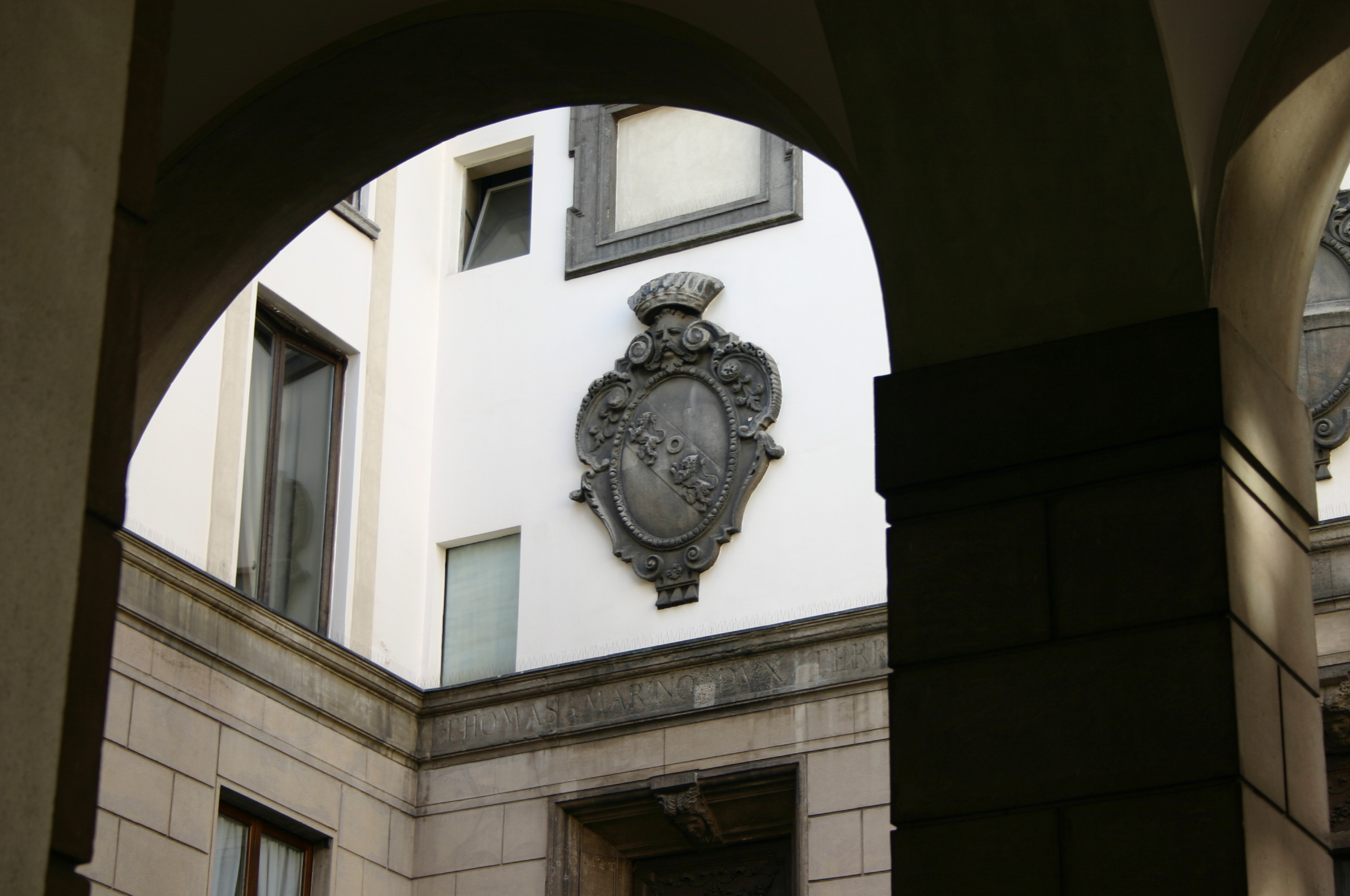
نشان خانوادگی د لیوا

پس از مرگ مادرش ویرجینیا در سال ۱۵۷۶، ماریانای نوزاد برای دریافت میراث خود به یک دادرسی طولانی مدت وارد شد که در نهایت به نفع او حل نشد. مادرش می‌خواست نیمی از داشته‌های خود را به ماریانا و نیمی دیگر را به پسر اولش، مارکو پیو، که فرزند او از ازدواج قبلی بود، بدهد. وصیت او توسط خواهران مارکو پیو مورد اعتراض و انکار قرار گرفت و همین امر سبب شد چیزی به او تعلق نیابد.
ماریانا تا سال ۱۵۸۸ با عمه‌های خود زندگی کرد.

## زندگی به عنوان یک راهبه
او ۱۳ ساله و ۳ ماهه بود که پدرش او را مجبور به راهبه شدن در صومعه سن مارگریتا کرد. صومعه در اسپالتو د پورتا د 'گرندی واقع شده بود، همچنین با عنوان آتزونه ویسکونتی نیز شناخته می‌شود. دسترسی به این صومعه فقط از طریق خیابان کوچکی امکان‌پذیر است که امروزه ویا دلا سیگنورا نامیده می‌شود.
۱۵ مارس ۱۵۸۹ آخرین باری بود که دون مارتینو دو لویا دخترش را دید. پدرش گفت که او میراث ۶٫۰۰۰ لیره را به او واگذار می‌کند که توسط جوزپه لیمیاتو به او داده می‌شود. در واقع اما لیمیاتو هرگز پولی دریافت نکرد. شاهدان تاریخی تأیید کرده‌اند که منبع درآمد او از محل درآمدهای سالانه راهبگی بوده‌است.
در ۲۶ اوت سال ۱۵۹۱، اسقف اعظم شاهد تقدیس چهار خواهر تازه‌وارد بود: خواهر ویرجینیا ماریا، خواهر بندیتا فلیس، خواهر تئودورا دا سئوسو و خواهر اوتاویا کاترینا ریچی. در ۲۶ سپتامبر ۱۵۹۱، ماریانا با عنوان خواهر ویرجینیا ماریا شناخته شد. ریپامونتی، نویسنده معاصر پیش از رسوایی ای که وی را بدنام کرد، وی را «متواضع»، «محترم» و «مطیع» توصیف کرد. وی همچنین اشاره کرده که او به راحتی با همه دوست می‌شد و بی‌نهایت از خواندن لذت می‌برد. او در این دوره در مونتزا محبوبیت پیدا کرد. به عنوان مثال، در ۲۰ مه ۱۵۹۴، نویسنده بارتولومئو زوچی نویسنده در نامه ای که برای او ارسال کرد او را به خاطر انتخابش در راهبه شدن تحسین کرد.

### رسوایی

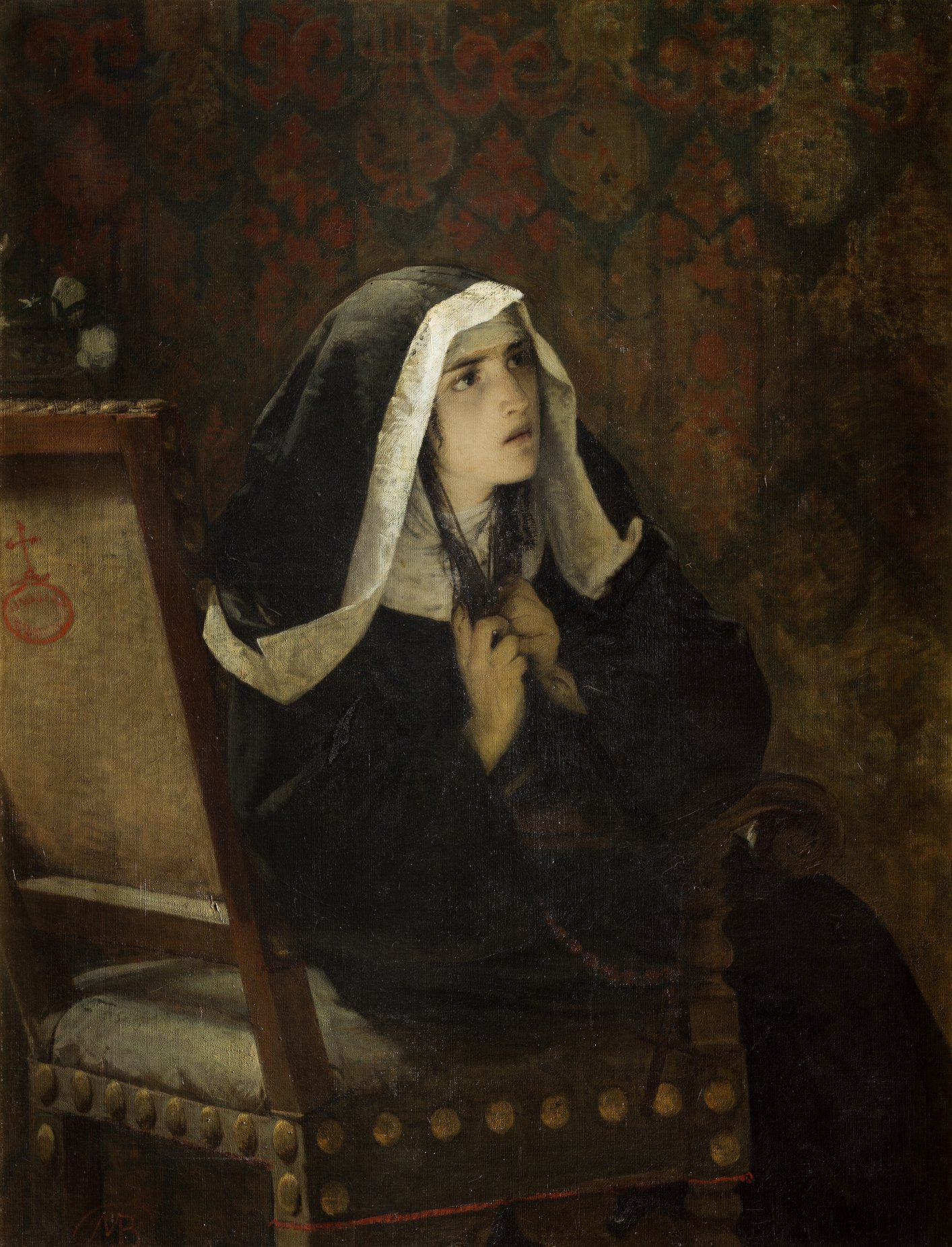
راهبه مونتزا، نقاشی Mosè Bianchi

این رسوایی به دلیل رابطه عاشقانه او با کنت جیووانی پائولو اوسیو ایجاد شد که قبلاً به قتل متهم شده بود. در سال ۱۵۹۷ ماریانا یکی از معلمان مدرسه دخترانه صومعه بود. او در این دوره اوسیو را ملاقات کرد، که در خانه ای در کنار صومعه زندگی می‌کرد. ماریانا اگرچه یک راهبه به‌شمار می‌رفت اما هم ثروتمند و هم قدرتمند بود: برآمده از یک خانواده ثروتمند، او درآمدهای املاک واقع در مونتزا را مدیریت می‌کرد و در فرایندهای اجرایی قضایی نیز مشارکت داشت. او از طریق طنابی که از پنجره پایین آمده بود به باغ او می‌رسید شروع به تبادل نامه با اوسیو کرد. رابطه با استفاده از کلیدهای تقلبی و کپی شده که توسط یک آهنگر ساخته شده بودند تسهیل شد. جلسات بین آنها مکرر بود و با همدستی سایر راهبه‌ها و کشیشی به نام پائولو آریگون، دوست نزدیک اوسیو برقرار می‌شد.
در سال ۱۶۰۲ ماریانا یک نوزاد مرده نامشروع به دنیا آورد. پس از این، رابطه با اوسیو به‌طور موقت پایان یافت. با وجود این، بعد از مدتی رابطه دوباره شروع شد، هرچند جلسات عاشقانه کمتر بود. در پاییز ۱۶۰۳ خواهر ویرجینیا برای بار دوم باردار شد و یک دختر به دنیا آورد. این کودک آلما فرانچسکا مارگریتا نامیده شد. آلما متعاقباً با پدرش ، کنت اوسیو، که دو سال بعد در سال ۱۶۰۵ به‌طور قانونی او را به عنوان دختر نامشروع خود تصدیق کرد، زندگی کرد.
در تابستان ۱۶۰۶، یکی از راهبه‌های صومعه تهدید کرد که رابطه را فاش خواهد کرد. در نتیجه این تهدید، اوسیو برای جلوگیری از گسترش ماجرا او را کشت. این قتل ظاهراً با همدستی خواهر ویرجینیا و سایر راهبه‌ها صورت گرفته‌است. خواهر ویرجینیا همه راهبه‌های شریک قتل را تهدید کرد که در صورت افشای جنایت به سرنوشت یکسانی دچار خواهند شد. این قتل به دلیل آنکه به دیگران گفته شد خواهر غیر روحانی مقتول فرار کرده‌است مخفی باقی ماند. با این حال، در پاییز ۱۶۰۶ شایعات در مورد فعالیت‌های این صومعه بیشتر شد. آهنگری که کلیدها را جعل کرده بود نیز توسط اوسیو کشته شد.
این حقایق به گوش فرماندار میلان رسید. در روز کارناوال سال ۱۶۰۷ اوسیو دستگیر و در پاویا زندانی شد. پس از آن فرار کرد و بعداً به صورت غیابی به اعدام محکوم شد. وی سرانجام توسط یک دوست ادعایی کشته شد.

### محاکمه
وقتی اسقف اعظم فدریکو بورومئو از رسوایی باخبر شد، دستور دادرسی شرعی راهبه را صادر کرد. دادگاه خواهر ویرجینیا در ۲۷ نوامبر ۱۶۰۷ آغاز شد و وی توسط ویکار جرولامو ساراچینو مورد بازجویی قرار گرفت. ماریانا با ادعای فقدان ارادهٔ آزاد از خود دفاع کرد و اظهار داشت که نیروهای شیطانی انگیزه ای مقاومت ناپذیر در او ایجاد کرده‌اند.
از ۱۹ نوامبر تا ۲۷ مارس ۱۶۰۸، بازجویی از کشیش پائولو آریگونه به طول انجامید. در ۲۲ مه ۱۶۰۸، بازجویی مجدداً آغاز شد و این بار از شکنجه استفاده شد. در ۱۴ ژوئن خواهر ویرجینیا مورد بازجویی قرار گرفت. او تحت شکنجه جسمی، اتهامات علیه آریگون را تأیید کرد. حتی دربان وی و همسرش برای تأیید اتهامات علیه او در معرض شکنجه قرار گرفتند. باید توجه داشت که «در معرض» بودن به معنای نشان دادن ابزارهای شکنجه است و لزوماً به معنای استفادهٔ از شکنجه نیست.
در حکمی که در ۱۸ اکتبر ۱۶۰۸ صادر شد، خواهر ویرجینیا به ۱۳ سال زندان در خانه سانتا والریا محکوم شد. وی پس از نجات یافتن از این دوره از زندان، تا زمان مرگ در سال ۱۶۵۰ در آنجا زندگی کرد.

## راهبهٔ مونتزا در ادبیات

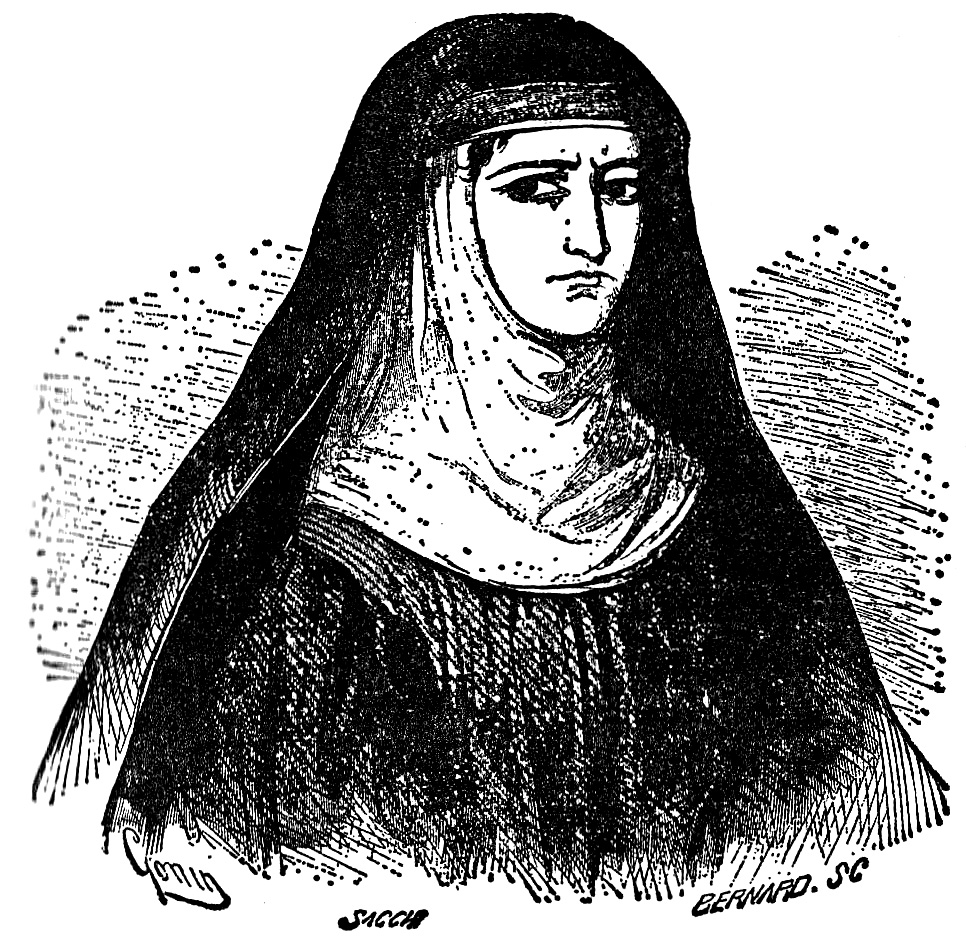
راهبه مونتزا، تصویرگری از رمان

تداوم شهرت وی بیشتر مرهون رمان نامزد است. (ایتالیایی: I promessi sposi، ۱۸۲۷)، که به‌طور کلی یکی از شاهکارهای ادبیات جهان به‌شمار می‌رود.
او در فصل‌های نهم، دهم، هجدهم، بیستم و بیست و هفتم با نام «گرترود» ظاهر می‌شود. پرتره او یکی از طولانی‌ترین و با جزئیات‌ترین پرتره‌ها در کل رمان است. در این پرتره وقایعی چون زندگی قبلی او (پیش از کلیسا)، رابطه دشوارش با خانواده، طرد اولیه برای زندگی مذهبی و قدرت و بی رحمی پدرش مطرح می‌شوند که سرانجام او را مجبور به زندگی به عنوان یک راهبه کردند. این روایت، روایتی عاشقانه است اما براساس شخصیت ویرجینیا دی لیوا ساخته شده‌است. روایت از طریق تکنیک «بازگشت به گذشته» انجام می‌شود همراه با ترکیبات خاص اسم و صفت که نشان دهندهٔ رازی پنهان در گذشتهٔ راهبه هستند.
در موازات ماجرای زندگی او در می‌یابیم که عهد و سوگندهای مذهبی او مانعی برای ارضای نیازهای جسمی او نمی‌شوند و او با یک اشراف‌زاده شیطانی، اگیدیو رابطه برقرار می‌کند، شخصی که او را وادار می‌کند تا در قتل یک راهبه شریک جرم او شود و البته این همان راز عذاب آور اوست. شخصیت‌های اصلی زن، اگنسی و لوسیا، هنگام فرار از دون رودریگوی تبهکار، با گرترود (راهبهٔ مونتزا) ملاقات می‌کنند. آنها به دنبال مهمان نوازی در صومعه وی پناه می‌گیرند. گرترود به لوسیا نزدیک می‌شود. اگیدیو از او می‌خواهد تا از طرف راهزن اینومیناتو، که برای رودریگو کار می‌کند، برای ربودن لوسیا به او کمک کند. او در ابتدا امتناع می‌کند، سپس تسلیم می‌شود، و بعداً به جنایات خود اعتراف می‌کند. تصمیم او برایش دشوار است، دیدگاه مانزونی تأکید دارد که گرچه او به دلیل ضعف در برابر تمایلات شیطانی قادر به مقاومت در برابر تهدیدها و وسوسه‌ها نیست، اما اساساً شخصی بی رحم و ستمگر به‌شمار نمی‌رود. در بخش‌های بعدی رمان، در پایان فصل ۳۷، لوسیا از توبه گرترود، اعتراف به گناه و حکم ناشی از آن مطلع می‌شود.

## راهبهٔ مونتزا در فیلم
زندگی خواهر ویرجینیا ماریا در فیلم‌های زیادی به تصویر کشیده‌است، که بیشتر آنها نمونه‌هایی از زیر ژانر nunsploitation به‌شمار می‌روند.
- La monaca di Monza، یک درام تاریخی ایتالیایی محصول سال ۱۹۶۲ به کارگردانی کارمین گالونه و با بازی جووانا رالی.
- The Monk of Monza، فیلمی ایتالیایی محصول ۱۹۶۲ به کارگردانی سرجو کوربوچی، با بازی مویرا اورفی.
- The Lady of Monza (معروف به داستان رسوایی راهبهٔ مونتزا)، یک درام تاریخی ایتالیایی محصول سال ۱۹۶۹ به کارگردانی اریپراندو ویسکونتی، با بازی آن هیوود.
- داستان واقعی راهبه مونتزا (عنوان اصلی: La vera storia della monaca di Monza)، یک درام تاریخی ایتالیایی-فرانسوی به کارگردانی برونو ماتئی محصول سال ۱۹۸۰، با بازی زورا کرووا.[۱۲]
- Devils of Monza (همچنین با نام La Monaca di Monza و Sacrilege)، یک درام اروتیک ایتالیایی محصول ۱۹۸۷ به کارگردانی لوسیانو اودوریسیو، با بازی میریم روسل.
- Virginia, la monaca di Monza، یک فیلم تلویزیونی ایتالیایی محصول ۲۰۰۴ در ایتالیا به کارگردانی آلبرتو سیرونی، با بازی جوانا متزوجورنو.

## کتابشناسی - فهرست کتب
- Leyva, Virginia Maria de, item of the Italian Biographical Dictionary "Dizionario Biografico degli Italiani", Treccani, M.C. Giannini
- Luigi Zerbi, La Monaca di Monza, MERAVIGLI, 2007